# سرگوئی کراسنیکف
 سرگوئی کراسنیکف (روسی: Серге́й Владиле́нович Кра́сников؛ زاده ۱۹۶۱) یک فیزیک‌دان اهل روسیه است.